# Juanita Moore

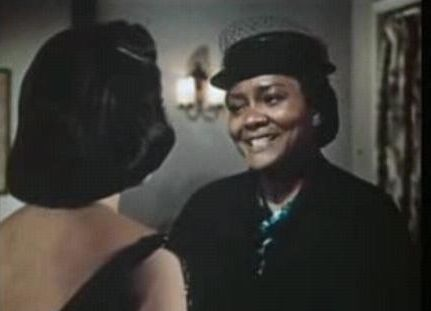
Juanita Moore en Imitación a la vida (1959)

Juanita Moore (Los Ángeles, California; 19 de octubre de 1914-Ib., 1 de enero de 2014) fue una actriz de cine, televisión y teatro estadounidense. Fue la quinta persona afroestadounidense en ser nominada a un Premio de la Academia en la categoría Mejor Actriz de Reparto y la tercera en calidad de actriz de reparto en un momento en que solo un único afroestadounidense había ganado un Oscar.

## Carrera
Juanita Moore nació en Los Ángeles el 19 de octubre de 1914, Moore era una corista en el Cotton Club antes de convertirse en una extra de cine mientras trabaja en el teatro. Hizo su debut cinematográfico en Pinky (1949).
Tuvo una serie de pequeñas participaciones y papeles secundarios en el cine, a través de los años 1950 y 1960. Por el contrario, su gran papel en la versión de 1959 de la película Imitación a la vida de Douglas Sirk, donde actuaba como la ama de llaves Annie Johnson, cuya hija mulata Sarah Jane (Susan Kohner) la rechazaba por ser ella negra, le valió una nominación a un Premio de la Academia a la Mejor Actriz de Reparto. El peso de Juanita Moore fue fundamental en ese gran melodrama.
También fue nominada para el Globo de Oro a la Mejor Actriz de Reparto, por su trabajo en dicha película. Cuando fue lanzada en DVD esta segunda versión de  Imitación a la vida (la anterior película era de Stahl) una de las novedades fue la inclusión de una entrevista a Juanita Moore. Sin embargo la versión de Suevia Films no la incluye, y en el libreto nada se informa de esa actriz, por contraste con las páginas dedicadas a sus coprotagonistas.

## Muerte
Moore murió en su casa de Los Ángeles, California en Estados Unidos el 1 de enero de 2014, por causas naturales. Tenía 99 años de edad.

## Premios y nominaciones
Premios Óscar
| Año  | Categoría               | Película            | Resultado |
| ---- | ----------------------- | ------------------- | --------- |
| 1960 | Mejor Actriz de Reparto | Imitación a la vida | Nominada  |